# Кристан Врх
Кристан Врх (словен. Kristan Vrh) је насељено место у општини Шмарје при Јелшах, Савињска регија, Словенија.

## Историја
До територијалне реорганизације у Словенији био је у саставу старе општине Шмарје при Јелшах.

## Становништво
У попису становништва из 2011. године, Кристан Врх је имао 390 становника.
| Број становника према пописима | Број становника према пописима | Број становника према пописима |
| ------------------------------ | ------------------------------ | ------------------------------ |
| 1991                           | 2002                           | 2011                           |
| 424                            | 395                            | 390                            |

Напомена: Године 2017. извршена је мања размена територија између насеља Грличе и Кристан Врх.